# Juan Bautista Pérez
Juan Bautista Perez (ur. 20 grudnia 1869, zm. 7 maja 1952) – wenezuelski polityk i prawnik, prezes Sądu Najwyższego, który od 30 maja 1929 do 13 czerwca 1931 obejmował stanowisko prezydenta państwa przy faktycznej dyktaturze generała Juana Vicente Gomeza. Następnie, do 1933, sprawował urząd ambasadora w Hiszpanii.